# گایبرگ
گایبرگ (به آلمانی: Gaiberg) یک شهر در آلمان است که در راین-نکار-کرایس واقع شده‌است. گایبرگ ۲٬۴۶۷ نفر جمعیت دارد.

## خواهرخوانده
شهر La Canourgue خواهرخواندهٔ گایبرگ هست.